# Romanu (gmina)
Romanu – gmina w Rumunii, w okręgu Braiła. Obejmuje miejscowości Oancea i Romanu. W 2011 roku liczyła 1782 mieszkańców. 